# Фанк (Небраска)
Фанк (енгл. Funk) град је у америчкој савезној држави Небраска.

## Демографија
По попису из 2010. године број становника је 194, што је 10 (-4,9%) становника мање него 2000. године.
| Група             | 2000.       | 2010.       |
| Белци             | 200 (98,0%) | 184 (94,8%) |
| Афроамериканци    | 0 (0,0%)    | 0 (0,0%)    |
| Азијати           | 1 (0,5%)    | 0 (0,0%)    |
| Хиспаноамериканци | 3 (1,5%)    | 3 (1,5%)    |
| Укупно            | 204         | 194         |